# Zdenka Gräfová
Zdenka Gräfová (31. července 1886 Vrbno nad Lesy – 22. srpna 1976 Brno) byla česká herečka.

## Rodina, divadelní začátky
Narodila se v drážním domku čp. 63 ve Vrbně, kde byl její otec, později vrchní inspektor na železnici, přednosta stanice. V matrice je její křestní jméno uvedeno jako Zděnka. Dětství strávila v Lounech, měšťanské školy navštěvovala v Pelhřimově a v Příbrami.
S divadlem začala již ve škole a byla doporučena k hereckým hodinám u Karla Želenského. V sezóně 1905/1906 působila v Zöllnerově společnosti, v sezóně 1907 u J. E. Sedláčka, následně u J. Tuttra. V závěru prvního desetiletí 20. století působila u kočovné divadelní společnosti Františka Franzla-Lešanského a později znovu u společnosti J. E. Sedláčka, odkud odešla k Východočeské společnosti.
V listopadu 1924 v Brně na radnici se provdala za divadelního režiséra Bohuše Stejskala. Manželství však bylo v roce 1936 rozvedeno.
Je pochována v Čestném kruhu na Ústředním hřbitově v Brně.

## Divadlo
V roce 1913 nastoupila do divadla Uranie a vytrvala zde do roku 1919, kdy ji do Brna přivedl Václav Štech, který se tam ujal vedení brněnského Zemského divadla. V roce 1932 však následovala do Prahy svého manžela; v Zemském divadle v Brně ji vystřídala Vlasta Fabianová. Mimo Brno byla ještě v sezóně 1933/1934 a po návratu do Brna zde setrvala až do roku 1942, kdy došlo k uzavření místního Národního a Zemského divadla. Po druhé světové válce se vrátila do Brna. V letech 1961–1974 zde hostovala v Divadle bratří Mrštíků.
Za svůj život pohostinsky vystoupila také v pěti inscenacích v pražském Národním divadle.

## Citát
| „              | Na brněnské konzervatoři byly podmínky pro výchovu mladých divadelníků po jisté stránce ještě příznivější. Také dramatické oddělení této konzervatoře, sídlící v tzv. Novém domově na Falkensteinerově (dnes Gorkého) ulici, bylo plně v rukou představitelů staršího pojetí divadelní práce – R. Waltra, F. Kliky a Z. Gräfové...Gräfová, herečka s velkým uměleckým renomé, znamenala pro své mladé žačky skutečnou a nepochybnou autoritu, a jako pedagožka dosahovala přímo mimořádných výsledků. | “ |
| — Bořivoj Srba | |   |

## Divadelní role, výběr
- 1911 William Shakespeare: Kupec benátský, Porcie, Společnost J. E. Sedláčka
- 1919 Leonid Andrejev: Ten, který dostává políčky, Consuela, Zemské divadlo v Brně, režie Otto Čermák
- Jaroslav Hilbert: Vina, Mína, Reduta Brno, režie Jiří Mahen
- 1923 Karel Čapek: Věc Makropulos, Emilia Marty, Zemské divadlo v Brně
- 1924 William Shakespeare: Jak vám se to líbí, Rosalinda, Stavovské divadlo, režie Karel Hugo Hilar
- 1927 Georges Berr, Maurice Verneuil: Advokátka JUDr. Bolbecová, Coletta Bolbecová, Stavovské divadlo, režie Vojta Novák
- 1927 Oscar Wilde: Vějíř lady Windermerové, titul.role, Stavovské divadlo, režie Milan Svoboda
- 1932 Johann Wolfgang Goethe: Faust, Markétka, Zemské divadlo v Brně
- 1933 Philip Stuart, Aimée Stuartová: Od devíti do šesti, Markéta, Stavovské divadlo, režie Vojta Novák
- 1936 August Strindberg: Nejpravdivější sen (Hra snů), dcera boha Indry, Zemské divadlo v Brně, režie Karel Mainhard j. h.
- 1941 Vilém Werner: Červený mlýn, Anna, Prozatímní divadlo, režie Jan Bor
- 1948 Václav Renč: Černý milenec, Barbora, Státní divadlo Brno, režie Milan Pásek
- 1950 Alois Jirásek: Lucerna, Bába, Státní divadlo Brno

## Pedagogická činnost, další aktivity
Od roku 1934 působila jako profesorka na Státní hudební a dramatické konzervatoři v Brně, kde převzala po Emě Pechové výuku hlavních předmětů v dívčím oddělení. Byla mj. členkou komise, která přijímala ke studiu Karla Högera a k jejím žákům patřil ve čtyřicátých letech také Milan Pásek. K jejím žačkám dále patřily např. Vlasta Matulová, Ema Skálová, Miroslava Jandeková, Vlasta Chramostová a Maruška Valentová.
Od roku 1948 působila pedagogicky také na brněnské Janáčkově akademii múzických umění (JAMU) v Brně.
Věnovala se také uměleckému přednesu a spolupracovala s brněnským rozhlasem.

## Rozhlasové hry, výběr
- 1927 Karel Čapek: R.U.R. , role: ?, režie Vladimír Šimáček
- 1956 Milan Ogrizovič: Hasanaginica, role: matka Hasanagova, režie Olga Zezulová
- 1957 Alois Jirásek: Gero, role: Hatherbuch, jeho sestra, režie Vladimír Vozák
- 1957 Olga Srbová-Spalová: Dům stáří, role: Pošvářová, režie Olga Zezulová
- 1957 Geoffrey Chaucer: Setkání v Cantenbury, role: bába, režie Olga Zezulová
- 1960 N. S. Leskov: Kateřina Izmajlovová, role: stařena, režie Vladimír Vozák
- 1963 Gerhard Rentzsch: Babí léto, role: Sofie Behrendtová, režie Olga Zezulová
- 1964 Dylan Thomas: Pod Mléčným lesem, role: ?, režie Olga Zezulová
- 1965 Ilse Aichingerová: Návštěva na faře, role: paní od lodiček, režie Olga Zezulová
- 1969 Ilja Ilf, Jevgenij Petrov: Rytíř zlatého rouna, role: babička, režie Miroslav Nejezchleb
- 1969 Günter Eich: Sny, role: stařena, režie Olga Zezulová
- 1970 Károly Szakonyi: Podnájem a filodendron, role: Vilmuška, režie Olga Zezulová

## Gramodesky, výběr
- 1971 Dějiny českého divadla  – LP7 (Z. Gräfová jako Dcera Indrova a K. Höger jako Básník ve výstupu ze Strindbergovy hry Nejpravdivější sen (Hra snů)  z brněnského provedení v roce 1936)[13].

## Filmografie
- 1933 Na sluneční straně, žena Ing. Rezka, režie Vladislav Vančura
- 1937 Filosofská historie, Tereza Roubínková, režie Otakar Vávra
- 1970 Čtyři sváteční dny, režie Ivan Balaďa
- 1974 Velká noc a velký den, babička Krnáčová, režie Štefan Uher

## Ocenění
- 1929 Státní cena za umění dramatické
- 1953 Řád práce
- 1954 titul zasloužilá umělkyně